# Cambridge (Nueva York)
Cambridge es un pueblo ubicado en el condado de Washington en el estado estadounidense de Nueva York. En el año 2000 tenía una población de 2152 habitantes y una densidad poblacional de 23 personas por km². Se encuentra a medio camino entre el río Hudson —al oeste— y la frontera con el estado de Vermont, al este.

## Geografía
Cambridge se encuentra ubicado en las coordenadas 42°59′50″N 73°27′6″O / 42.99722, -73.45167.

## Demografía
Según la Oficina del Censo en el año 2000 los ingresos medios por hogar en la localidad eran de $46,579, y los ingresos medios por familia eran $50,714. Los hombres tenían unos ingresos medios de $32,165 frente a los $27,667 para las mujeres. La renta per cápita para la localidad era de $21,529. Alrededor del 5.9% de la población estaban por debajo del umbral de pobreza.